# Phạm Văn Tuân
Phạm Văn Tuân (sinh ngày 4 tháng 1 năm 1966) là một chính trị gia người Việt Nam. Ông hiện là Ủy viên Ban Thường vụ Tỉnh ủy Thái Bình, Trưởng ban Tổ chức Tỉnh ủy.
Ông từng là đại biểu quốc hội Việt Nam khóa XIV nhiệm kì 2016-2021, thuộc đoàn đại biểu quốc hội tỉnh Thái Bình, Phó Trưởng Đoàn chuyên trách Đoàn đại biểu Quốc hội tỉnh Thái Bình, Ủy viên Ủy ban Kinh tế của Quốc hội.
Ông đã trúng cử đại biểu quốc hội năm 2016 ở đơn vị bầu cử số 3, tỉnh Thái Bình (gồm Thái Bình, Tiền Hải, Kiến Xương) với tỉ lệ 68,41% số phiếu hợp lệ.

## Xuất thân
Phạm Văn Tuân sinh ngày 4 tháng 1 năm 1966 quê quán ở xã Thái Xuyên, huyện Thái Thụy, tỉnh Thái Bình.
Ông hiện cư trú ở Số nhà 363, tổ 50, phường Kỳ Bá, thành phố Thái Bình, tỉnh Thái Bình.

## Giáo dục
- Giáo dục phổ thông: 10/10
- Đại học Tài chính - Kế toán chuyên ngành Kinh tế
- Thạc sĩ chuyên ngành Kế toán
- Cao cấp lí luận chính trị

## Sự nghiệp
Ông gia nhập Đảng Cộng sản Việt Nam vào ngày 1/12/1986.
Khi ứng cử đại biểu Quốc hội Việt Nam khóa 14 vào tháng 5 năm 2016 ông đang là Tỉnh uỷ viên, Bí thư Huyện uỷ huyện Kiến Xương, tỉnh Thái Bình, làm việc ở Huyện uỷ
Kiến Xương, tỉnh Thái Bình.
Ông đã trúng cử đại biểu quốc hội năm 2016 ở đơn vị bầu cử số 3, tỉnh Thái Bình (gồm Thái Bình, Tiền Hải, Kiến Xương) với tỉ lệ 68,41% số phiếu hợp lệ.
Ông từng là Tỉnh ủy viên, Phó Trưởng Đoàn chuyên trách Đoàn đại biểu Quốc hội tỉnh Thái Bình, Ủy viên Ủy ban Kinh tế của Quốc hội.
Ông đang làm việc ở Đoàn đại biểu Quốc hội tỉnh Thái Bình (Đại biểu chuyên trách: Địa phương).